# FK Inđija
FK Inđija (Servisch: ФК Инђија) is een Servische voetbalclub uit Inđija.
De club werd in 1933 opgericht als ŽAK en speelde later als FK Železničar. Het was oorspronkelijk een club van spoorwegarbeiders. In 1969 werd de naam veranderd in FK PIK Inđija en in 1975 in FK Agrounija vanwege sponsorredenen. In 1991 werd de huidige naam aangenomen al speelde de club vanwege sponsorredenen tussen 2001 en 2003 onder de naam Brazda kop.
De club speelde lang op het derde niveau en deed soms mee in de play-offs om promotie naar het tweede niveau. In 1992 werd de finale van de play-offs behaald en kwam de club tot de kwartfinale van het bekertoernooi. In 2006 promoveerde FK Inđija naar de Prva Liga en in 2010 werd FK Inđija kampioen en promoveerde de club voor het eerst naar de Superliga, het hoogste niveau. Een jaar later degradeerde de club echter meteen terug naar de Prva Liga. In 2019 kon de club voor de tweede keer promoveren